# 和顺县
和顺县是中国山西省晋中市所辖的一个县。位于太行山区、清漳河上游，邻接河北省。北齐置梁榆县，隋改和顺县。总面积为2251平方公里，县政府驻义兴镇。

## 行政区划
和顺县下辖5个镇、5个乡：
义兴镇、李阳镇、松烟镇、青城镇、横岭镇、喂马乡、平松乡和马坊乡。

## 人口
根據第七次人口普查數據，截至2020年11月1日零時，和顺县常住人口12.16万人。

## 交通
- 207国道过境。

## 妇女权益问题
2024年12月，中国山西一名女硕士因精神分裂离家走失13年后与亲人团聚。晋中和顺县公安局发布警情通报称，“经初步调查，卜某（化名）于2011年5月从家中走失，后被山西省和顺县青城镇居民张某收留，相关情况正在进一步核实调查中”，“收留”二字引发争议和质疑，网民纷纷要求彻查过程中是否存在人口拐卖和非法禁锢。

## 名胜古迹
- 全国重点文物保护单位1项：懿济圣母庙
- 山西省文物保护单位4项：荣华寺、石牌坊、大佛头香山寺、邢村昭懿圣母庙
- 晋中市文物保护单位1项：木牌坊
- 和顺县文物保护单位：多处